# Listă de folcloriști
Folcloristica se ocupă cu studierea formală a folclorului literar, în care sunt incluse basmele și mitologia populară, deopotriva în tradiții orale sau non-orale. Folosește sistemul de clasificare Aarne-Thompson sau morfologia inventată pentru a descrie basmele rusești de Formalistul Vladimir Propp. 
O altă ramură a folclorului, folclorul recent, poate studia folclorul modern, afectat de kitsch sau legendele urbane, zvonurile, reclamele publicitare, etc. 

## Lista folcloriștilor străini
- Antti Aarne, vezi si de:Antti Aarne
- Alexander Nikolayevich Afanasyev, vezi si de:Aleksander Afanasjew
- Walter Anderson, vezi de:Walter Anderson
- Johannes Bolte, vezi de:Johannes Bolte
- Ben Botkin
- Jan Harold Brunvand
- Thomas Bulfinch
- John Francis Campbell
- Thomas Crofton Croker
- Jeremiah Curtin
- J. Frank Dobie
- Richard Dorson
- Alan Dundes
- Arnold van Gennep
- Glen Grant
- Archie Green
- Jacob Grimm
- Edith Hamilton
- Zora Neale Hurston
- Douglas Hyde
- Alan Jabbour
- Thomas Keightley
- Julius Krohn, vezi de:Julius Krohn
- Kaarle Krohn, vezi de:Kaarle Krohn
- Andrew Lang
- Gershon Legman
- Isidor Levin, vezide:Isidor Levin
- Alan Lomax
- John Lomax
- Elias Lönnrot
- Albert Lord
- F. Max Müller
- Alfred Nutt
- Axel Olrik
- Américo Paredes
- Charles Perrault
- Giuseppe Pitrè
- Vladimir Propp, vezi si de:Wladimir Jakowlewitsch Propp
- Kurt Ranke, vezi de:Kurt Ranke
- Ralph Rinzler
- Yuri Sokolov
- Carl von Sydow
- Archer Taylor, vezi de:Archer Taylor
- Stith Thompson, vezi de:Stith Thompson
- Jane Wilde, Lady Wilde
- Don Yoder
- Özhan Öztürk

## Folcloriști români
- Silviu Angelescu
- Harry Brauner
- Nicolae Constantinescu
- Simion Florea Marian
- Irina Nicolau
- Lucia Ofrim
- Dimitrie Cioloca
- Gheorghe Oprea
- Mihai Pop
- Simion Pop Mehedinți
- Alexandru Voevidca
- Dumitru Pop